# Ранкин, Кевин
Кевин Ранкин (англ. Kevin Rankin; род. 18 апреля 1976) — американский актёр. Он наиболее известен по роли Тайлера Бриггза в сериале канала NBC «Травма», Ро Сандерса в сериале канала CBS «Помнить всё» и Кенни в сериале канала AMC «Во все тяжкие».

## Биография

### Ранние годы
Кевин Ранкин родился в Батон-Руже, Луизиане.

### Личная жизнь
23 октября 2010 года Ранкин женился на Джилл Фарли, с которой встречался с 2000 года. У пары есть ребёнок.

## Карьера
Сыграл роли в основных актёрских составах в нескольких сериалах: «Травма», «Помнить всё», «Когти». В сериале «Помнить всё» сыграл детектива Ро Сандерса. Получил роль в пилотной серии сериала «Восточный Нью-Йорк», сыграв детектива. В сериале «Когти» сыграл Брайса, мужа Дженнифер.
В сериале «Во все тяжкие» исполнил роль Кевина, помощника одного из злодеев сериала. Персонаж получился настолько запоминающимся, что актёр вернулся 
к роли в полнометражном фильме «Путь: Во все тяжкие. Фильм», появившись во флэшбеке. В качестве члена актёрского ансамбля сериала актёр получил премию Гильдии киноактёров США.
Также появился в сериалах «Огни ночной пятницы» и «Академия Амбрелла».
Сыграл в фильмах «Далласский клуб покупателей», «Дикая», «Штурм Белого дома», где появился в роли неуравновешенного террориста, «Любой ценой».

## Фильмография

### Фильмы
| Год  | Название                    | Оригинальное название           | Роль                     | Примечания |
| ---- | --------------------------- | ------------------------------- | ------------------------ | ---------- |
| 1997 | Апостол                     | The Apostle                     | молодой мужчина в машине |            |
| 2003 | Халк                        | Hulk                            | Харпер                   |            |
| 2008 | 1%                          | 1%                              |                          | телефильм  |
| 2009 | Последний из девяти         | Last of the Ninth               | Скользкий Рик            | телефильм  |
| 2010 | Дружба!                     | Friendship!                     | Марвин                   |            |
| 2013 | Штурм Белого дома           | White House Down                | Карл Киллик              |            |
| 2013 | Хроники ломбарда            | Pawn Shop Chronicles            | Рэнди                    |            |
| 2013 | Далласский клуб покупателей | Dallas Buyers Club              | Ти-Джей                  |            |
| 2014 | Планета обезьян: Революция  | Dawn of the Planet of the Apes  | Маквей                   |            |
| 2014 | Дикая                       | Wild                            | Грег                     |            |
| 2016 | Любой ценой                 | Hell or High Water              | Билли Рэйберн            |            |
| 2019 | Путь: Во все тяжкие. Фильм  | El Camino: A Breaking Bad Movie | Кенни                    |            |

### Телевидение
| Год       | Название                         | Ориг. название           | Роль                | Примечания                       |
| --------- | -------------------------------- | ------------------------ | ------------------- | -------------------------------- |
| 2000      | Баффи — истребительница вампиров | Buffy the Vampire Slayer | Донни Маклэй        | эпизод: "Family"                 |
| 2001      | Спин-Сити                        | Spin City                | Курт                | эпизод: "Trainspotting"          |
| 2001—2003 | Неопределившиеся                 | Underclared              | Люсьен              | 4 эпизода                        |
| 2002      | Полиция Нью-Йорка                | NYPD Blue                | Крис Нельсон        | эпизод: "One in the Nuts"        |
| 2002      | Хищные птицы                     | Birds of Prey            | доктор Льюис Мелфин | эпизод: "Three Birds and a Baby" |
| 2009—2010 | Травма                           | Trauma                   | Тайлер Бриггс       | 1 сезон (18 серий)               |
| 2010      | Менталист                        | The Mentalist            | Дэниэл Раскин       | 3 сезон (2 серия)                |
| 2010      | Во все тяжкие                    | Breaking Bad             | Кенни               | 5 сезон                          |
| 2011—2012 | Помнить всё                      | Unforgettable            | Ро Сандерс          | 1 сезон                          |
| 2013      | Отдел новостей                   | The newsroom             | сокамерник          | 1 эпизод                         |
| 2016      | Люцифер                          | Lucifer                  | Малькольм Грэхем    | 7 эпизодов                       |
| 2017—2018 | Когти                            | Claws                    | Брайс Хуссер        | 10 эпизодов                      |
| 2020      | Академия Амбрелла                | The Umbrella Academy     | Эллиот              | 2 сезон                          |